# Resolució 1824 del Consell de Seguretat de les Nacions Unides
La Resolució 1824 del Consell de Seguretat de les Nacions Unides fou adoptada per unanimitat el 18 de juliol de 2008. El Consell va decidir ampliar el mandat de nou jutges permanents i disset ad litem del Tribunal Penal Internacional per a Ruanda que acabava cap a la fi de 2008.

## Detalls
El Consell va observar les projeccions per completar tots els casos restants del Tribunal en fase de prova abans la fi de l'any 2009 i va expressar la seva expectativa de que l'ampliació dels termes dels jutges de l'oficina augmentaria l'eficàcia d'aquests processos i contribuiria a assegurar l'estratègia de finalització del Tribunal.
El Consell havia demanat al Tribunal adoptar totes les mesures possibles per completar totes les activitats de prova en primera instància a la fi de 2008, i el Tribunal ha complert substancialment aquesta estratègia. No obstant això, a causa de nous desenvolupaments més enllà del control del Tribunal, inclòs l'arrest de dos acusats d'alt nivell vers la fi de 2007 i un d'inici de 2008, la programació d'aquests judicis «no pot evitar un desbordament de la fase d'al·legacions el 2009, amb judici el segon semestre de 2009».
Amb dos jutges permanents i un jutge ad litem amb intenció de renunciar a la conclusió dels seus casos d'aquest any, el president del Tribunal havia demanat una pròrroga, a 31 de desembre de 2009, de nou jutges permanents i vuit jutges ad litem, els mandats dels quals acabarien el 31 de desembre de 2008. Com a contingència contra l'imprevist, també va sol·licitar una pròrroga fins al 31 de desembre de 2009 dels termes dels altres nou magistrats ad litem que encara no estaven nomenats per servir al Tribunal.
El Consell va decidir ampliar els mandats dels jutges permanents Mehmet Güney (Turquia) i Andrésia Vaz (Senegal) que són membres de la Cambra d'Apel·lacions fins al 31 de desembre de 2010, o fins a la finalització dels recursos (si abans), i va ampliar els termes de la resta de jutges fins al 31 de desembre 2009, a petició del president del tribunal.
Atès que l'estatut del Tribunal Internacional no preveu l'ampliació dels mandats dels jutges, segons els termes de la resolució aprovada avui, el Consell, com a òrgan pare del Tribunal Internacional, també va aprovar una modificació dels articles relacionats de l'Estatut per permetre una extensió.